# Martin Reim
Martin Reim (ur. 14 maja 1971 w Tartu) – estoński piłkarz grający na pozycji pomocnika, reprezentant Estonii. Następnie trener Flory Tallinn oraz były selekcjoner reprezentacji Estonii.

## Kariera piłkarska

### Kariera klubowa
Rozpoczął karierę piłkarską w VAZ/Žiguli Tallinn w 1987. W 1988 roku reprezentował barwy Tallinna Lõvid, rok później grał dla Sportu Tallinn w rozgrywkach drugiej ligi ZSRR. Nie opuszczając Tallinna przeniósł się do kolejnego klubu z tego miasta - Normy Tallinn. Przez dwa sezony zajmował wraz z zespołem drugą lokatę w rozgrywkach o mistrzostwo Estońskiej SRR, został też królem strzelców. W 1992 roku przeniósł się do Flory Tallinn, gdzie spędził kolejne 8 sezonów. W tym czasie został podstawowym zawodnikiem reprezentacji, czterokrotnie zwyciężył w lidze, dwukrotnie zdobył Puchar Estonii i raz Superpuchar. Po tym pełnym sukcesów okresie zdecydował opuścić ligę, i podpisał kontrakt z fińskim KTP Kotka. Przez dwa lata zaliczył 49 występów w Veikkausliiga, zdobywając 3 bramki. W roku 2001 zdecydował wrócić do Flory i pomóc zespołowi w odzyskaniu tytułu mistrzowskiego. Pozostał wierny Florze do końca kariery, po powrocie zdobywając następne trzy tytuły mistrzowskie, wygrywając rozgrywki o Puchar Estonii w 2008 roku i trzykrotnie zdobywając Superpuchar Estonii.
Jest żywą legendą Flory Tallinn – miał udział we wszystkich dotychczasowych tytułach mistrzowskich klubu, rozegrał dla niego 385 spotkań ligowych, zdobywając 62 bramki. Jest to trzeci wynik pod względem ilości rozegranych spotkań w lidze Estonii.

### Kariera trenerska
5 grudnia 2008 Reim zadeklarował koniec kariery piłkarskiej.

### Kariera reprezentacyjna
Zadebiutował w kadrze 3 czerwca 1992, w spotkaniu przeciwko Słowenii. Przez kolejne 17 lat wystąpił w 157 meczach pierwszej reprezentacji swojego kraju zdobywając czternaście bramek, co czyni go zawodnikiem który zaliczył najwięcej występów w reprezentacji kraju i nie zagrał na mistrzostwach świata. Jest to także trzeci wynik w Europie pod względem spotkań rozegranych w kadrze (prowadzi Vitālijs Astafjevs). 6 czerwca 2009, w setną rocznicę powstania estońskiego futbolu, pożegnał się z reprezentacją w meczu przeciwko Gwinei Równikowej. Trzykrotnie otrzymał też nagrodę za najładniejszego gola zdobytego dla kadry - Srebrną Piłką Estonii

## Sukcesy

### Sukcesy klubowe
Flora Tallinn
- mistrz Estonii: 1993/94, 1994/95, 1997/98, 1998, 2001, 2002, 2003
- wicemistrz Estonii: 1992–93, 1995–96, 1996–97, 2007, 2008
- zdobywca Pucharu Estonii: 1995, 1998, 2008
- finalista Pucharu Estonii: 2001, 2003, 2006
- zdobywca Superpucharu Estonii: 1998, 2002, 2003, 2004

 KTP Kotka
- finalista Pucharu Finlandii: 2000

 Norma Tallinn
- wicemistrz Estońskiej SRR: 1990, 1991

### Sukcesy indywidualne
- król strzelców Estońskiej SRR: 1990
- piłkarz roku w Estonii: 1995
- laureat Srebrnej Piłki Estonii: 1995, 1997, 1999

### Odznaczenia
- nagrodzony Orderem Merit Estońskiego Związku Piłki Nożnej: 2004